# Quinto Informe de Evaluación del IPCC
El Quinto Informe de Evaluación (AR5) del Grupo Intergubernamental de Expertos sobre el Cambio Climático (IPCC) de las Naciones Unidas es el quinto en una serie de tales informes. El IPCC fue fundado en 1988 por la Organización Meteorológica Mundial (WMO) y el Programa de las Naciones Unidas para el Medio Ambiente (UNEP) para evaluar la información científica, técnica y socioeconómica sobre el cambio climático, sus efectos potenciales y opciones para su adaptación y atenuación.
Fue finalizado en 2014. Como se ha hecho con anterioridad, el esbozo del AR5 fue elaborado a través de un proceso por ámbitos en que participaron expertos del cambio climático de todas las disciplinas pertinentes y usuarios de los informes del IPCC; en particular representantes de gobiernos. Se les pidió a los gobiernos y las organizaciones involucradas en el Cuarto Informe que enviaran comentarios y observaciones, los que fueron analizados por el panel. El informe se entregó por etapas, empezando con el informe del Grupo de trabajo I sobre los fundamentos físicos, basado en 9200 estudios revisados por pares. Los resúmenes para los responsables de políticas fueron publicados el 27 de septiembre de 2013 para el primer volumen, el 31 de marzo de 2014 para el segundo titulado "Impactos, adaptación y vulnerabilidad" y el 14 de abril de 2014 para el volumen "Mitigación del cambio climático". El Informe de Síntesis fue publicado el 2 de noviembre de 2014. El AR5 allanó el camino para la discusión de un tratado global y jurídicamente vinculante para reducir las emisiones de carbono en la Conferencia sobre Cambio Climático de la ONU en París de finales de 2015.